# Hierarquia militar do Brasil
A hierarquia militar é a base da organização das Forças Armadas do Brasil, Polícias Militares e Corpos de Bombeiros Militares, compondo a cadeia de comando a ser seguida por todos os integrantes em sua estrutura organizacional. No Brasil, a Constituição atribui ao Presidente da República as funções de Comandante em Chefe das Forças Armadas. Destinam-se à defesa da Pátria, à garantia dos poderes constitucionais e, por iniciativa de qualquer destes (Executivo, Legislativo ou Judiciário), da lei e da ordem.
Os postos militares do Brasil são as insígnias utilizadas pelas Forças Armadas, definidas pela Lei nº 6.880, de 9 de dezembro de 1980. Os postos da Força Aérea datam de 1941, quando a Força Aérea Brasileira foi organizada como uma fusão da Força Aeronaval da Marinha e do Serviço de Aviação do Exército.

## Classificação
De acordo com o Estatuto dos Militares (Lei nº 6.880, de 9 de dezembro de 1980), os militares estão distribuídos em duas classes: oficiais, classificados por postos; e praças, classificadas por graduações. Essas classes se subdividem em outras de acordo com o nível de responsabilidade e qualificação profissional. A cada grau hierárquico corresponde uma insígnia.

## Postos de oficiais comissionados
As insígnias de patente dos oficiais comissionados.
As ombreiras da Marinha e da Força Aérea indicam posto e especialidade. Os exemplos da Força Aérea são apresentados sem marcas de especialidade nas ombreiras, exceto para Marechal do Ar e Marechal-Chefe do Ar, exclusivos de aviadores. No Exército, a especialidade é indicada nas mangas e punhos dos uniformes de gala e diários.
A Polícia Militar e o Corpo de Bombeiros Militar são forças auxiliares e de reserva do Exército e utiliz symbolic insígnias semelhantes. As forças policiais são subordinadas aos governadores estaduais, com legislações próprias sobre insígnias, uniformes e academias para suboficiais e oficiais.
| Grupo de patente             | General / oficiais de bandeira | General / oficiais de bandeira | General / oficiais de bandeira | General / oficiais de bandeira | General / oficiais de bandeira | General / oficiais de bandeira | General / oficiais de bandeira | General / oficiais de bandeira | General / oficiais de bandeira | General / oficiais de bandeira | Oficiais seniores  | Oficiais seniores  | Oficiais seniores  | Oficiais seniores  | Oficiais seniores | Oficiais seniores | Oficiais subalternos | Oficiais subalternos | Oficiais subalternos | Oficiais subalternos | Oficiais subalternos | Oficiais subalternos | Oficiais subalternos | Oficiais subalternos |
| ---------------------------- | ------------------------------ | ------------------------------ | ------------------------------ | ------------------------------ | ------------------------------ | ------------------------------ | ------------------------------ | ------------------------------ | ------------------------------ | ------------------------------ | ------------------ | ------------------ | ------------------ | ------------------ | ----------------- | ----------------- | -------------------- | -------------------- | -------------------- | -------------------- | -------------------- | -------------------- | -------------------- | -------------------- |
| Exército Brasileiro ·        | Marshal                        | Marshal                        | Army General                   | Army General                   | Divisional General             | Divisional General             | Brigade General                | Brigade General                |                                |                                | Colonel            | Colonel            | Lieutenant Colonel | Lieutenant Colonel | Major             | Major             | Captain              | Captain              | First Lieutenant     | First Lieutenant     | First Lieutenant     | Second Lieutenant    | Second Lieutenant    | Second Lieutenant    |
| Exército Brasileiro ·        | Marechal                       | Marechal                       | General de exército            | General de exército            | General de divisão             | General de divisão             | General de brigada             | General de brigada             | Coronel                        | Coronel                        | Tenente-coronel    | Tenente-coronel    | Major              | Major              | Capitão           | Capitão           | Primeiro tenente     | Primeiro tenente     | Primeiro tenente     | Segundo tenente      | Segundo tenente      | Segundo tenente      |                      |                      |
| Marinha do Brasil ·          |                                |                                |                                |                                |                                |                                |                                |                                |                                |                                |                    |                    |                    |                    |                   |                   |                      |                      |                      |                      |                      |                      |                      |                      |
| Almirante                    | Almirante                      | Almirante de esquadra          | Almirante de esquadra          | Vice-almirante                 | Vice-almirante                 | Contra-almirante               | Contra-almirante               | Capitão de mar e guerra        | Capitão de mar e guerra        | Capitão de fragata             | Capitão de fragata | Capitão de corveta | Capitão de corveta | Capitão-tenente    | Capitão-tenente   | Primeiro-tenente  | Primeiro-tenente     | Primeiro-tenente     | Segundo-tenente      | Segundo-tenente      | Segundo-tenente      |                      |                      |                      |
| Força Aérea Brasileira ·     |                                |                                |                                |                                |                                |                                |                                |                                |                                |                                |                    |                    |                    |                    |                   |                   |                      |                      |                      |                      |                      |                      |                      |                      |
| Marechal-do-ar               | Marechal-do-ar                 | Tenente-brigadeiro do Ar       | Tenente-brigadeiro do Ar       | Major-brigadeiro               | Major-brigadeiro               | Brigadeiro                     | Brigadeiro                     | Coronel                        | Coronel                        | Tenente-coronel                | Tenente-coronel    | Major              | Major              | Capitão            | Capitão           | Primeiro-tenente  | Primeiro-tenente     | Primeiro-tenente     | Segundo-tenente      | Segundo-tenente      | Segundo-tenente      |                      |                      |                      |
| Polícia Militar Brasileira · |                                |                                |                                |                                |                                |                                |                                |                                |                                |                                |                    |                    |                    |                    |                   |                   |                      |                      |                      |                      |                      |                      |                      |                      |
| Coronel                      | Coronel                        | Tenente-coronel                | Tenente-coronel                | Major                          | Major                          | Capitão                        | Capitão                        | Primeiro tenente               | Primeiro tenente               | Primeiro tenente               | Segundo tenente    | Segundo tenente    | Segundo tenente    |                    |                   |                   |                      |                      |                      |                      |                      |                      |                      |                      |
| Bombeiro Militar Brasileiro  |                                |                                |                                |                                |                                |                                |                                |                                |                                |                                |                    |                    |                    |                    |                   |                   |                      |                      |                      |                      |                      |                      |                      |                      |
| Coronel                      | Coronel                        | Tenente-coronel                | Tenente-coronel                | Major                          | Major                          | Capitão                        | Capitão                        | Primeiro tenente               | Primeiro tenente               | Primeiro tenente               | Segundo tenente    | Segundo tenente    | Segundo tenente    |                    |                   |                   |                      |                      |                      |                      |                      |                      |                      |                      |
| Grupo de patente             | General / oficiais de bandeira | General / oficiais de bandeira | General / oficiais de bandeira | General / oficiais de bandeira | General / oficiais de bandeira | General / oficiais de bandeira | General / oficiais de bandeira | General / oficiais de bandeira | General / oficiais de bandeira | General / oficiais de bandeira | Oficiais seniores  | Oficiais seniores  | Oficiais seniores  | Oficiais seniores  | Oficiais seniores | Oficiais seniores | Oficiais subalternos | Oficiais subalternos | Oficiais subalternos | Oficiais subalternos | Oficiais subalternos | Oficiais subalternos | Oficiais subalternos | Oficiais subalternos |

### Comandantes e chefes da polícia e do corpo de bombeiros
Predefinição:Noref
O governador é o comandante máximo da força policial. Como força auxiliar do Exército, a patente mais alta é coronel. Há patentes especiais para comandantes militares, nomeadas pelo governador e atribuídas a oficiais superiores, majoritariamente coronéis. O design das insígnias varia entre estados.
| Patente                    | Coronel                                 | Coronel                                   | Coronel                                           | Coronel                          | Coronel                                          | Tenente-coronel                                  | Tenente-coronel                         | Major |
| -------------------------- | --------------------------------------- | ----------------------------------------- | ------------------------------------------------- | -------------------------------- | ------------------------------------------------ | ------------------------------------------------ | --------------------------------------- | ----- |
| Polícia Militar Brasileira |                                         |                                           |                                                   |                                  |                                                  |                                                  |                                         |       |
| Comandante geral           | Chefe do gabinete militar do governador | Subcomandante geral/Chefe do Estado-Maior | Chefe do Estado-Maior ou Subchefe do Estado-Maior | Coronel no papel de juiz militar | Chefe do gabinete militar do governador/Interino | Chefe do gabinete militar do governador/Interino | Chefe do gabinete militar do governador |       |
| Corpo de Bombeiros Militar |                                         |                                           |                                                   |                                  |                                                  |                                                  |                                         |       |
| Comandante Geral           | Subcomandante geral                     | Chefe do Estado-Maior                     |                                                   |                                  |                                                  |                                                  |                                         |       |

## Bandeiras-insígnias de patentes
Há uma simbologia oficial que define bandeiras-insígnias para patentes do oficialato.
| Patente                | Oficiais Generais / Almirantes | Oficiais Generais / Almirantes | Oficiais Generais / Almirantes | Oficiais Generais / Almirantes | Oficiais Superiores |
| ---------------------- | ------------------------------ | ------------------------------ | ------------------------------ | ------------------------------ | ------------------- |
| Exército Brasileiro    |                                |                                |                                |                                |                     |
| Marinha do Brasil      |                                |                                |                                |                                |                     |
| Força Aérea Brasileira |                                |                                |                                |                                |                     |

## Oficiais estudantes
Cada ramo das Forças Armadas possui instituições para formação de oficiais comissionados e suboficiais. As academias responsáveis são:
- Exército: Academia Militar das Agulhas Negras (AMAN), IME,  pt (NPOR/CPOR),  pt (EsFCEx), e  pt (EsEFEx).[22]
- Marinha: Escola Naval (EN) e Centro de Instrução Almirante Wandenkolk (CIAW).
- Força Aérea: AFA e  pt (CPORAER).

Para as polícias, cada estado tem academias próprias, com destaque para a  pt (APMBB) em São Paulo.
| Categoria de Patentes           | Grau Especial de Estudante   | Oficial Subalterno               | Oficial Estudante/Cadetes        | Oficial Estudante/Cadetes    | Oficial Estudante/Cadetes | Oficial Estudante/Cadetes | Oficial Estudante/Cadetes | Oficial Estudante/Cadetes |
| Categoria de Patentes           | Grau Especial de Estudante   | Oficial Subalterno               | 5º ano                           | 5º ano                       | 4º ano                    | 3º ano                    | 2º ano                    | 1º ano                    |
| ------------------------------- | ---------------------------- | -------------------------------- | -------------------------------- | ---------------------------- | ------------------------- | ------------------------- | ------------------------- | ------------------------- |
| IME                             |                              | Aspirante a oficial              |                                  |                              |                           |                           |                           |                           |
| IME                             | Aluno do 5° ano de ativa     | Aspirante a oficial              | Aluno do 5° ano da reserva       | Aluno do 4° ano              | Aluno do 3° ano           | Aluno do 2° ano           | Aluno do 1° ano           |                           |
| AMAN                            |                              | Aspirante a oficial              |                                  |                              |                           |                           |                           |                           |
| Cadete do 4° ano                | Cadete do 3° ano             | Aspirante a oficial              | Cadete do 2° ano                 | Cadete do 1° ano             |                           |                           |                           |                           |
| CPOR                            |                              | Aspirante a oficial              |                                  |                              |                           |                           |                           |                           |
| Aluno CPOR                      |                              | Aspirante a oficial              |                                  |                              |                           |                           |                           |                           |
| EsFCEx                          |                              |                                  |                                  |                              |                           |                           |                           |                           |
| Primeiro-Tenente Aluno (Sleeve) |                              |                                  |                                  |                              |                           |                           |                           |                           |
| EN                              |                              |                                  |                                  |                              |                           |                           | Aspirante do 2° ano       | Aspirante do 1° ano       |
| EN                              | Guarda-Marinha               | Aspirante do 4° ano              | Aspirante do 3° ano              |                              |                           |                           | Aspirante do 2° ano       | Aspirante do 1° ano       |
| EN                              |                              |                                  |                                  |                              |                           |                           | Aspirante do 2° ano       | Aspirante do 1° ano       |
| EN                              | Guarda-Marinha (Fuzileiros)  | Aspirante do 4° ano (Fuzileiros) | Aspirante do 3° ano (Fuzileiros) |                              |                           |                           | Aspirante do 2° ano       | Aspirante do 1° ano       |
| AFA                             | Aspirante                    |                                  |                                  |                              |                           |                           |                           |                           |
| AFA                             | Aspirante                    | Cadete 4° ano                    | Cadete 3° ano                    | Cadete 2° ano                | Cadete 1° ano             |                           |                           |                           |
| CPORaer                         | Aspirante                    |                                  |                                  |                              |                           |                           |                           |                           |
| Aluno 2° período                | Aspirante                    | Aluno 1° período                 |                                  |                              |                           |                           |                           |                           |
| Polícia Militar Brasileira      |                              |                                  |                                  |                              |                           |                           |                           |                           |
| Aspirante a oficial             | Aluno-oficial 4° ano (APMBB) | Aluno-oficial 3° ano (APMBB)     | Aluno-oficial 2° ano (APMBB)     | Aluno-oficial 1° ano (APMBB) |                           |                           |                           |                           |
| Corpo de Bombeiros Militar      |                              |                                  |                                  |                              |                           |                           |                           |                           |
| Aspirante                       | Aluno-oficial 3° ano         | Aluno-oficial 2° ano             | Aluno-oficial 1° ano             |                              |                           |                           |                           |                           |

### Escolas preparatórias
O sistema brasileiro inclui uma etapa preparatória antes da academia militar. As escolas preparatórias garantem acesso às academias:
- Exército: EsPCEx (1 ano) garante vaga na AMAN.
- Marinha: CN (3 anos, combinado com ensino médio) garante vaga na EN.
- Força Aérea: EPCAr (3 anos, combinado com ensino médio) garante vaga na AFA.

| Categoria de Patentes | Cadetes (escolas preparatórias) | Cadetes (escolas preparatórias) | Cadetes (escolas preparatórias) |
| --------------------- | ------------------------------- | ------------------------------- | ------------------------------- |
| EsPCEx                |                                 |                                 |                                 |
| Aluno EsPCEx          |                                 |                                 |                                 |
| EPCAr                 |                                 |                                 |                                 |
| Aluno EPCAR 3° Ano    | Aluno EPCAR 2° Ano              | Aluno EPCAR 1° Ano              |                                 |
| CN                    |                                 |                                 |                                 |
| Aluno CN 3° Ano       | Aluno CN 2° Ano                 | Aluno CN 1° Ano                 |                                 |

## Suboficiais e Praças
As insígnias de suboficiais e praças.
| Grupo de patente         | Sub/Sargento | Sub/Sargento | Sub/Sargento | Sub/Sargento | Sub/Sargento | Sub/Sargento      | Sub/Sargento      | Sub/Sargento      | Sub/Sargento      | Sub/Sargento      | Sub/Sargento      | Sub/Sargento     | Sub/Sargento     | Sub/Sargento     | Sub/Sargento      | Sub/Sargento      | Sub/Sargento      | Sub/Sargento | Sub/Sargento | Sub/Sargento | Sub/Sargento | Sub/Sargento             | Cabo                     | Cabo                     | Cabo                     | Cabo                     | Cabo                     | Cabo                    | Soldado                 | Soldado | Soldado | Soldado | Soldado | Soldado | Soldado | Soldado |
| ------------------------ | ------------ | ------------ | ------------ | ------------ | ------------ | ----------------- | ----------------- | ----------------- | ----------------- | ----------------- | ----------------- | ---------------- | ---------------- | ---------------- | ----------------- | ----------------- | ----------------- | ------------ | ------------ | ------------ | ------------ | ------------------------ | ------------------------ | ------------------------ | ------------------------ | ------------------------ | ------------------------ | ----------------------- | ----------------------- | ------- | ------- | ------- | ------- | ------- | ------- | ------- |
| Exército Brasileiro ·    |              |              |              |              |              |                   |                   |                   |                   |                   |                   |                  |                  |                  |                   |                   |                   |              |              |              |              |                          |                          |                          |                          |                          |                          |                         |                         |         |         |         |         |         |         |         |
| Subtenente               | Subtenente   | Subtenente   | Subtenente   | Subtenente   | Subtenente   | Primeiro-sargento | Primeiro-sargento | Primeiro-sargento | Primeiro-sargento | Primeiro-sargento | Primeiro-sargento | Segundo-sargento | Segundo-sargento | Segundo-sargento | Terceiro-sargento | Terceiro-sargento | Terceiro-sargento | Taifeiro-mor | Taifeiro-mor | Cabo         | Cabo         | Taifeiro primeira classe | Taifeiro primeira classe | Taifeiro primeira classe | Taifeiro primeira classe | Taifeiro primeira classe | Taifeiro primeira classe | Taifeiro segunda classe | Soldado                 |         |         |         |         |         |         |         |
| Marinha do Brasil ·      |              |              |              |              |              |                   |                   |                   |                   |                   |                   |                  |                  |                  |                   |                   |                   |              |              |              |              |                          |                          |                          |                          |                          |                          |                         |                         |         |         |         |         |         |         |         |
| Suboficial               | Suboficial   | Suboficial   | Suboficial   | Suboficial   | Suboficial   | Primeiro-sargento | Primeiro-sargento | Primeiro-sargento | Primeiro-sargento | Primeiro-sargento | Primeiro-sargento | Segundo-sargento | Segundo-sargento | Segundo-sargento | Terceiro-sargento | Terceiro-sargento | Terceiro-sargento | Cabo         | Cabo         | Cabo         | Cabo         | Marinheiro               | Marinheiro               | Marinheiro               | Marinheiro               | Marinheiro               | Marinheiro               |                         |                         |         |         |         |         |         |         |         |
| Força Aérea Brasileira · |              |              |              |              |              |                   |                   |                   |                   |                   |                   |                  |                  |                  |                   |                   |                   |              |              |              |              |                          |                          |                          |                          |                          |                          |                         |                         |         |         |         |         |         |         |         |
| Suboficial               | Suboficial   | Suboficial   | Suboficial   | Suboficial   | Suboficial   | Primeiro-Sargento | Primeiro-Sargento | Primeiro-Sargento | Primeiro-Sargento | Primeiro-Sargento | Primeiro-Sargento | Segundo-Sargento | Segundo-Sargento | Segundo-Sargento | Terceiro-Sargento | Terceiro-Sargento | Terceiro-Sargento | Cabo         | Cabo         | Taifeiro-mor | Taifeiro-mor | Soldado                  | Soldado                  | Soldado                  | Taifeiro primeira classe | Taifeiro primeira classe | Taifeiro primeira classe | Soldado segunda classe  | Taifeiro segunda classe |         |         |         |         |         |         |         |
| Polícia Militar ·        |              |              |              |              |              |                   |                   |                   |                   |                   |                   |                  |                  |                  |                   |                   |                   |              |              |              |              |                          |                          |                          |                          |                          |                          |                         |                         |         |         |         |         |         |         |         |
| Subtenente               | Subtenente   | Subtenente   | Subtenente   | Subtenente   | Subtenente   | Primeiro-sargento | Primeiro-sargento | Primeiro-sargento | Primeiro-sargento | Primeiro-sargento | Primeiro-sargento | Segundo-sargento | Segundo-sargento | Segundo-sargento | Terceiro-sargento | Terceiro-sargento | Terceiro-sargento | Cabo         | Cabo         | Cabo         | Cabo         | Soldado primeira classe  | Soldado primeira classe  | Soldado primeira classe  | Soldado primeira classe  | Soldado primeira classe  | Soldado primeira classe  | Soldado segunda classe  | Soldado segunda classe  |         |         |         |         |         |         |         |
| Corpo de Bombeiros       |              |              |              |              |              |                   |                   |                   |                   |                   |                   |                  |                  |                  |                   |                   |                   |              |              |              |              |                          |                          |                          |                          |                          |                          |                         |                         |         |         |         |         |         |         |         |
| Subtenente               | Subtenente   | Subtenente   | Subtenente   | Subtenente   | Subtenente   | Primeiro-sargento | Primeiro-sargento | Primeiro-sargento | Primeiro-sargento | Primeiro-sargento | Primeiro-sargento | Segundo-sargento | Segundo-sargento | Segundo-sargento | Terceiro-sargento | Terceiro-sargento | Terceiro-sargento | Cabo         | Cabo         | Cabo         | Cabo         | Bombeiro primeira classe | Bombeiro primeira classe | Bombeiro primeira classe | Bombeiro primeira classe | Bombeiro primeira classe | Bombeiro primeira classe | Bombeiro segunda classe | Bombeiro segunda classe |         |         |         |         |         |         |         |
| Grupo de patente         | Sub/Sargento | Sub/Sargento | Sub/Sargento | Sub/Sargento | Sub/Sargento | Sub/Sargento      | Sub/Sargento      | Sub/Sargento      | Sub/Sargento      | Sub/Sargento      | Sub/Sargento      | Sub/Sargento     | Sub/Sargento     | Sub/Sargento     | Sub/Sargento      | Sub/Sargento      | Sub/Sargento      | Sub/Sargento | Sub/Sargento | Sub/Sargento | Sub/Sargento | Sub/Sargento             | Cabo                     | Cabo                     | Cabo                     | Cabo                     | Cabo                     | Cabo                    | Soldado                 | Soldado | Soldado | Soldado | Soldado | Soldado | Soldado | Soldado |

### Estudantes suboficiais
Futuros suboficiais são classificados como Alunos, com o termo seguido do posto para o qual estão sendo treinados (ex.: Aluno-Cabo, Aluno-Sargento).
As academias responsáveis pela formação de suboficiais são:
- Exército: ESA (curso de 2 anos, formados como Terceiro-Sargento).
- Marinha: EAM e CIAA (2 meses para Sargento, após cursos de Aprendiz e Cabo).
- Força Aérea: EEAR (curso de 2 anos, formados como Terceiro-Sargento).

Nas polícias, cada estado tem academias próprias. Em São Paulo, a Escola Superior de Sargentos (ESSgt) é conhecida como Escola Avançada de Sargentos.
Outros cursos, como o CFST (Curso de Formação de Sargento Temporário), permitem carreira militar ativa por até 8 anos. Formados em cursos de sargento podem alcançar Segundo-Tenente (Exército/Polícia) ou Suboficial (Marinha/Força Aérea/Fuzileiros), e, com desempenho e cursos adicionais, até Capitão.
| Categoria de Patentes       | Candidatos a Sargento       | Candidatos a Sargento       | Candidatos a Sargento       | Candidatos a Sargento     | Candidatos a Cabo         | Candidatos a Cabo  | Candidatos a Soldado | Candidatos a Soldado |
| --------------------------- | --------------------------- | --------------------------- | --------------------------- | ------------------------- | ------------------------- | ------------------ | -------------------- | -------------------- |
| Exército Brasileiro         |                             |                             |                             |                           |                           |                    |                      |                      |
| Sargento-Aluno (ESA) 2° Ano | Sargento-Aluno (ESA) 2° Ano | Aluno-Sargento (ESA) 1° Ano | Aluno-Sargento (ESA) 1° Ano | Atirador (Tiro de Guerra) | Atirador (Tiro de Guerra) |                    |                      |                      |
|                             |                             |                             |                             |                           |                           |                    |                      |                      |
| Sargento-Aluno (CFST)       | Sargento-Aluno (CFST)       | Aluno-Sargento (CFST)       | Aluno-Sargento (CFST)       | Cabo-Aluno (CFC)          | Aluno-Cabo (CFC)          |                    |                      |                      |
| Força Aérea Brasileira      |                             |                             |                             |                           |                           |                    |                      |                      |
| Aluno 4° Período (EEAR)     | Aluno 3° Período (EEAR)     | Aluno 2° Período (EEAR)     | Aluno 1° Período (EEAR)     | Aluno-Taifeiro            | Aluno-Taifeiro            |                    |                      |                      |
| Polícia Militar Brasileira  |                             |                             |                             |                           |                           |                    |                      |                      |
| Aluno-Sargento (ESSgt) (SP) | Aluno-Sargento (ES)         | Aluno-Sargento (SC)         | Aluno-Sargento (SC)         | Aluno-Cabo (SC)           | Aluno-Cabo (SC)           |                    |                      |                      |
| Corpo de Bombeiros Militar  |                             |                             |                             |                           |                           |                    |                      |                      |
| Aluno-Sargento (PB)         |                             |                             |                             | Aluno-Cabo (PB)           | Aluno-Cabo (PB)           | Aluno-Soldado (PB) | Aluno-Soldado (PR)   |                      |

## Generalíssimo de Terra e Mar

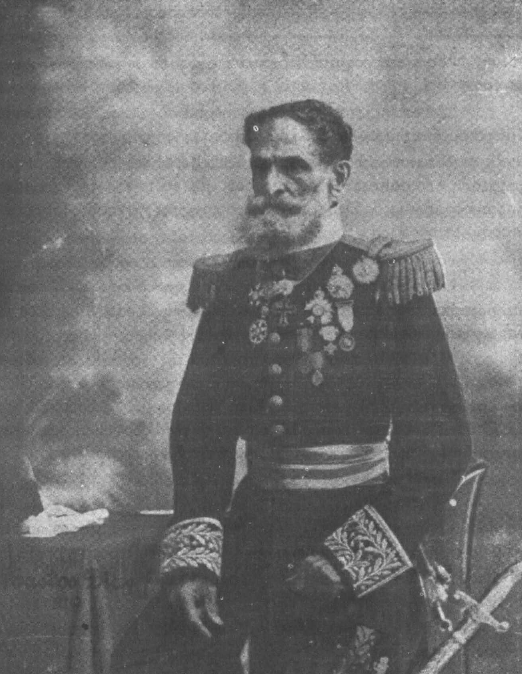
Generalíssimo Fonseca em 1891

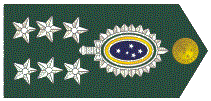
Primeira insígnia proposta para "Generalíssimo de Terra e Mar das Forças Armadas do Brasil", espelhada em outras insígnias para precisão.

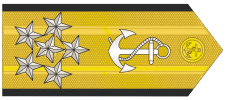
Segunda insígnia proposta para "Generalíssimo de Terra e Mar das Forças Armadas do Brasil", espelhada em outras insígnias para precisão.

Em 15 de janeiro de 1890, Deodoro da Fonseca foi aclamado pelas tropas como Generalíssimo Comandante das Forças de Terra e Mar, tornando-se o único oficial-general de seis estrelas no Brasil.

## Hierarquia colonial e imperial
| Exército                                           | Marinha (ou Armada)                         |
| -------------------------------------------------- | ------------------------------------------- |
| Herói de Guerra (depois Marechal-General)          | Comandante-Oficial                          |
| Marechal                                           | Almirante de Esquadra                       |
| General                                            | Almirante                                   |
| Mestre de Campo General (depois Tenente-General)   | Vice-Almirante                              |
| Sargento-Mor de Batalha (depois Marechal de Campo) | Chefe de Esquadra                           |
| Brigadeiro                                         | Coronel do Mar (depois Chefe de Divisão)    |
| Mestre de Campo (depois Coronel)                   | Capitão de Mar e Guerra                     |
| Tenente-Coronel (Capitão-Mor nas Ordenanças)       | Capitão-Tenente (depois Capitão de Fragata) |
| Sargento-Mor (depois Major)                        | Capitão-Tenente                             |
| Capitão                                            | Tenente do Mar (depois Primeiro-Tenente)    |
| Tenente                                            | Segundo-Tenente                             |
| Alferes                                            | Guarda-Marinha                              |
| Cadete                                             | Aspirante Guarda-Marinha                    |
| Sargento-Ajudante                                  | Mestre                                      |
| Sargento Quartel-Mestre                            | -                                           |
| Primeiro-Sargento                                  | Contramestre                                |
| Segundo-Sargento                                   | -                                           |
| Furriel                                            | Guardião                                    |
| Cabo de Esquadra                                   | Cabo de Marinheiros                         |
| Anspeçada                                          | Marinheiro                                  |
| Soldado                                            | Grumete                                     |

## Hierarquia expandida
A tabela a seguir engloba praças especiais, militares em formação com graduações transitórias, que ascendem a postos ou graduações regulares após o curso.
| Marinha                                                          | Exército                          | Aeronáutica                            |
| ---------------------------------------------------------------- | --------------------------------- | -------------------------------------- |
| Almirante                                                        | Marechal                          | Marechal do Ar                         |
| Almirante de Esquadra                                            | General de Exército               | Tenente-Brigadeiro                     |
| Vice-Almirante                                                   | General de Divisão                | Major-Brigadeiro                       |
| Contra-Almirante                                                 | General de Brigada                | Brigadeiro                             |
| Capitão de Mar e Guerra                                          | Coronel                           | Coronel                                |
| Capitão de Fragata                                               | Tenente-Coronel                   | Tenente-Coronel                        |
| Capitão de Corveta                                               | Major                             | Major                                  |
| Capitão-Tenente                                                  | Capitão                           | Capitão                                |
| Primeiro-Tenente                                                 | Primeiro-Tenente                  | Primeiro-Tenente                       |
| Segundo-Tenente                                                  | Segundo-Tenente                   | Segundo-Tenente                        |
| Guarda-Marinha                                                   | Aspirante a Oficial               | Aspirante a Oficial                    |
| Aspirante (Escola Naval)                                         | Cadete (AMAN) e Aluno (IME)       | Cadete (AFA)                           |
| Suboficial                                                       | Subtenente                        | Suboficial                             |
| 1º Sargento                                                      | 1º Sargento                       | 1º Sargento                            |
| 2º Sargento                                                      | 2º Sargento                       | 2º Sargento                            |
| Aluno (Colégio Naval)                                            | Aluno (EsPCEx)                    | Aluno (EPCAR)                          |
| 3º Sargento                                                      | 3º Sargento                       | 3º Sargento                            |
| Aluno (EFOMM)                                                    | Aluno (CPOR, NPOR)                | Aluno (CPOR)                           |
| Cabo                                                             | Cabo e Taifeiro-mor               | Cabo e Taifeiro-mor                    |
| Aluno (C-FSG-MU-CFN)                                             | Aluno (CFGS)                      | Aluno (EEAR)                           |
| Marinheiro e Soldado Fuzileiro Naval                             | Soldado (EP) e Taifeiro 1ª Classe | Soldado 1ª Classe e Taifeiro 1ª Classe |
| Aprendiz-marinheiro (EAM), Recruta Fuzileiro Naval (CIAB/CIAMPA) | Soldado (EV) e Taifeiro 2ª Classe | Soldado 2ª Classe e Taifeiro 2ª Classe |

Observações e Glossário de Abreviações:
- Ordem conforme o Estatuto dos Militares (Lei nº 6.880, de 9 de dezembro de 1980).
- Guardas-marinha e Aspirantes a oficial são praças especiais com prerrogativas de oficiais subalternos, em etapa probatória antes do primeiro posto.
- Aspirantes da Escola Naval, Cadetes da AMAN e AFA, e Alunos do Colégio Naval, EsPCEx, EPCAR, IME, QCO e EEAR têm hierarquias internas por ano escolar.
- CFOE: Curso de Formação de Oficiais Especialistas (CIAAR).
- CPOR: Centro de Preparação de Oficiais da Reserva.
- EAOF: Estágio de Adaptação ao Oficialato (CIAAR).
- C-FSG-MU-CFN: Curso de Formação de Sargentos Músicos do Corpo de Fuzileiros Navais (CIASC).
- CFGS: Curso de Formação e Graduação de Sargentos de Carreira (ESA, EsSLog, CIAvEx).
- C-FCB: Curso de Formação de Cabos do Corpo Auxiliar de Praças da Marinha (CIAA).
- EP: Efetivo Profissional (militares prontos, exceto EV).
- EV: Efetivo Variável (soldados em serviço militar obrigatório).